# Riet- en Wulfsdijkpolder
De Riet- en Wulfsdijkpolder is een polder ten westen van Hulst in de Nederlandse provincie Zeeland. De polder behoort tot de Polders tussen Hulst en Appelzak.
Dit gebied was in de Middeleeuwen bekend als de Zoot Wael en Zootpolder. Het was een zilt en moerassig gebied. Toen dit in 1586 geïnundeerd werd was de kwaliteit nog slechter. Het Hellegat werd in de polder uitgeschuurd.
In 1789 werd dit gebied, samen met de Absdalepolder, herdijkt, waartoe het Hellegat werd afgedamd bij Luntershoek en het Axelse Gat bij Kijkuit. Bij Luntershoek werd ook een scheepvaartsluis gebouwd, het Hulstersas, opdat de haven van Hulst nog door de scheepvaart kon worden bereikt.
Binnen deze polder ligt nog een restant van het Hellegat, de Oude Vaart, met daarin het Groot Eiland. De polder heeft een oppervlakte van 996 ha.